# Liste des marquisats du Périgord
 (avril 2024).
Si vous disposez d'ouvrages ou d'articles de référence ou si vous connaissez des sites web de qualité traitant du thème abordé ici, merci de compléter l'article en donnant les références utiles à sa vérifiabilité et en les liant à la section « Notes et références ».
Il a existé sous l'Ancien Régime plusieurs marquisats sur le territoire de l'ancienne province du Périgord, qui correspond approximativement à l'actuel département de la Dordogne.

## Liste des marquis de Beynac
Titre érigé sur la localité de Beynac, canton et arrondissement de Sarlat.
- 1) 1619-1656 Guy Ier de Beynac (+1656)
- 2) 1656-1687 Isaac de Beynac (1619-1687), fils du 1
- 3) 1687-1717 Guy II de Beynac (+1717), fils du 2
- 4) 1717-1753 Pierre de Beynac (+1753), fils du 3
- 5) 1753-1753 Claude de Beynac (v.1730-1753), fils du 4
- 6) 1761-1802 Christophe de Beaumont (1732-1802), gendre du 4
- 7) 1802-1842 Ludovic de Beaumont-Beynac (1784-1842), fils du 6
- 8) 1842-1895 Amable de Beaumont-Beynac (1831-1895), fils du 7
- 9) 1895-1940 Soffrey de Beaumont-Beynac (1857-1940), fils du 8
- 10)1940-1977 Amable de Beaumont-Beynac (1895-1977), fils du 9
- 11)1977-     Pierre de Beaumont-Beynac (1929-     , fils du 10

## Liste des marquis et ducs de Biron
Titres érigés sur la localité de Biron, devenue duché de 1598 à 1602 et de 1723 à 1793, canton de Monpazier, arrondissement de Bergerac.
- 1) 1598-1602 Charles de Gontaut (1562-1602), baron de Biron depuis 1592, Pair et Maréchal de France
- 2) 1651-1700 François de Gontaut (1629-1700), neveu du 1
- 3) 1700-1723 Charles-Armand de Gontaut (1663-1756), Pair et Maréchal de France, fils du 2. Devient 2e duc de Biron puis démissionne de son duché en faveur de son fils
- 4) 1723-1736 François-Armand de Gontaut (1689-1736), Pair de France, fils du 3
- 5) 1736-1739 Antoine-Charles de Gontaut (1717-1739), Pair de France, fils du 4
- 6) 1739-1740 Jean-Louis de Gontaut (1692-1772), abbé de Cadouin et de Moissac, Pair de France, frère du 4. Démissionne de son Duché en faveur de son frère
- 7) 1740-1788 Louis-Antoine de Gontaut (1740-1788), Pair et Maréchal de France, gouverneur du Languedoc
- 8) 1793-1798 Charles-Antoine de Gontaut (1708-1798), duc de Gontaut en 1758, Pair de France. Démissionne de son Duché de Biron en faveur de son fils et lui succédera en droit après la mort de ce dernier
- 9) 1788-1793 Armand-Louis de Gontaut (1747-1793), duc de Lauzun en 1766, Pair de France, fils du 8
- 10)1798-1804 Armand-Alexandre de Gontaut (1717-1804), marquis de Saint-Blancard, arrière-arrière-petit-neveu du 1
- 11)1798-1817 Armand-Henri de Gontaut (1746-1826), Marquis de Gontaut et de Saint-Blancard, laisse le Marquisat de Biron à son fils. Fils du 10
- 12)1817-1851 Armand de Gontaut (1771-1851), Pair de France, fils du 11
- 13)1851-1883 Henri de Gontaut (1802-1883), fils du 12
- 14)1883-1939 Guillaume de Gontaut (1859-1939), fils du 13
- 15)1939-1970 Armand de Gontaut (1893-1970), marquis de Gontaut en 1937, arrière-arrière-petit-neveu du 12
- 16)1970-1985 Arnaud de Gontaut (1897-1985), marquis de Gontaut, frère du 15
- 17)1985-2015 François de Gontaut (1927-2015), marquis de Gontaut, fils du 16
- 18) 2015-     Anne-Charles de Gontaut (1963-        , fils du 17

## Liste des marquis de Bourdeille
Titre érigé sur la localité de Bourdeille, aujourd'hui Bourdeilles, canton de Brantôme, arrondissement de Périgueux.
- 1) 1609-1641 Henri Ier de Bourdeille (+1641), gouverneur et grand-sénéchal du Périgord
- 2) 1641-1672 François-Sicaire de Bourdeille (+1672), colonel du régiment de Bourdeilles cavalerie, gouverneur et grand-sénéchal du Périgord, fils du 1
- 3) 1672-1704 Claude II de Bourdeille (1640-1704), marquis d'Archiac, petit-neveu du 1
- 4) 1704-1751 Henri II de Bourdeille (1682-1751), marquis d'Archiac, fils du 3
- 5) 1751-1784 Joseph de Bourdeille (1715-1784), marquis d'Archiac, fils du 4
- 6) 1784-1794 Joseph de Bourdeille (1748-1794), marquis d'Archiac, fils du 5
- 7) 1794-1845 Joseph de Bourdeille (1793-1845), marquis d'Archiac, fils du 6
- 8) 1845-1896 Hélie de Bourdeille (1823-1896), marquis d'Archiac, fils du 7
- 9) 1896-1947 Henri-Hélie de Bourdeille (1859-1947), marquis d'Archiac, fils du 8

## Liste des marquis d'Excideuil
Titre érigé sur la localité d'Excideuil, chef-lieu de canton de l'arrondissement de Périgueux.
- 1) 1613-1618 Daniel Ier de Talleyrand (+1618), comte de Grignols et prince de Chalais
- 2) 1618-1644 Charles II de Talleyrand (v.1596-1644), comte de Grignols et prince de Chalais, fils du 1
- 3) 1644-1670 Adrien-Blaise de Talleyrand (1638-1670), prince de Chalais, fils du 2
- 4) 1670-1731 Jean II de Talleyrand (1642-1731), prince de Chalais, frère du 3
- 5) 1731-1757 Jean-Charles de Talleyrand (1678-1757), prince de Chalais, gouverneur du Berry, fils du 4
- 6) 1757-1795 Gabriel II de Talleyrand-Périgord (1726-1795), comte de Périgord et de Grignols, gouverneur de Picardie et du Berry, cousin et gendre du 5
- 7) 1795-1829 Hélie-Charles de Talleyrand-Périgord (1754-1829), 1er duc de Périgord, comte de Gringols et prince de Chalais, Pair de France, fils du 6
- 8) 1829-1879 Hélie-Charles de Talleyrand-Périgord (1788-1879), 2e duc de Périgord, comte de Grignols et prince de Chalais, Pair de France, fils du 7
- 9) 1879-1883 Hélie-Roger de Talleyrand-Périgord (1879-1883), 3e et dernier duc de Périgord, comte de Grignols et prince de Chalais, fils du 8
- 10)1883-1898 Louis de Talleyrand-Périgord (1811-1898), 4 duc de Talleyrand, duc de Sagan, arrière-petit-neveu du 6
- 11)1898-1910 Boson de Talleyrand-Périgord (1832-1910), 5e duc de Talleyrand, duc de Sagan, fils du 10
- 12)1910-1937 Hélie de Talleyrand-Périgord (1859-1937), 6e duc de Talleyrand, duc de Sagan et de Dino, fils du 11
- 13)1937-1952 Boson de Talleyrand-Périgord (1867-1952), 7e duc de Talleyrand, duc de Sgan et de Dino, frère du 12
- 14)1952-1968 Hélie de Talleyrand-Périgord (1882-1968), 8e et dernier duc de Talleyrand, duc de Sagan et de Dino, petit-neveu du 10

## Liste des marquis de Fayolle
Titre érigé sur le lieu-dit de Fayolle, commune de Tocane-Saint-Après, canton de Montagrier, arrondissement de Périgueux.
- 1) 1724-1736 Nicolas de Fayolle (1670-1736)
- 2) 1736-1762 Alain-Thibaut de Fayolle (1695-1762), fils du 1
- 3) 1762-1791 Nicolas-Antoine de Fayolle (1728-1791), fils du 2
- 4) 1791-1841 André-Alain de Fayolle (1762-1841), fils du 3.
- 5) 1841-1886 Hélie de Fayolle (1817-1886), neveu du 4
- 6) 1886-1933 Gérard de Fayolle (1851-1933), fils du 5
- 7) 1933-1944 Guy de Fayolle (1851-1933), fils du 6
- 8) 1944-1969 Armand de Fayolle (1890-1969), petit-fils du 5
- 9) 1969-2012 Alain de Fayolle (1924-2012), fils du 8

## Liste des marquis de Hautefort
Titre érigé sur la localité de Hautefort, chef-lieu de canton de l'arrondissement de Périgueux.
- 1) 1614-1640 François Ier de Hautefort (1547-1640).
- 2) 1614-1616 Charles-François de Hautefort (v.1580-1616) fils du 1 (créé marquis avec son père)
- 3) 1640-1680 Jacques-François de Hautefort (1610-1680), fils du 2
- 4) 1680-1693 Gilles de Hautefort (1612-1693), frère du 3
- 5) 1693-1727 François II Marie de Hautefort (1654-1727), fils du 4
- 6) 1727-1777 Emmanuel-Dieudonné de Hautefort (1700-1777), neveu du 5
- 7) 1777-1805 Armand-Charles de Hautefort (1741-1805), fils du 6
- 8) 1805-1867 Emmanuel-Armand de Hautefort (1797-1867), fils du 7
- 9) 1867-1903 Armand de Hautefort (1823-1903), général, fils du 8

## Liste des marquis de Jumilhac
Titre érigé sur la localité de Jumilhac-le-Grand, chef-lieu de canton de l'arrondissement de Nontron.
- 1) 1655-1675 François Chapelle de Jumilhac (1617-1675)
- 2) 1675-1693 Jean-François Chapelle de Jumilhac (1649-1693), fils du 1
- 3) 1693-1783 Pierre-Joseph Chapelle de Jumilhac (1692-1783), fils du 2
- 4) 1783-1798 Pierre-Marie Chapelle de Jumilhac (1735-1798), fils du 3
- 5) 1798-1826 Antoine-Pierre-Joseph Chapelle de Jumilhac (1764-1826), fils du 4
- 6) 1826-1879 Armand-Odet Chapelle de Jumilhac (1804-1879), 6e duc de Richelieu et duc de Fronsac en 1822, Pair de France, fils du 5
- 7) 1879-1880 Armand Chapelle de Jumilhac (1847-1880), 7e duc de Richelieu et duc de Fronsac, neveu du 6
- 8) 1880-1952 Odet-Armand Chapelle de Jumilhac (1875-1952), 8e et dernier duc de Richelieu, dernier duc de Fronsac, fils du 7
- 9)      1952 Armand-Odet Chapelle de Jumilhac (1886-1966), arrière-arrière-petit-neveu du 5. Abandonne son Marquisat en faveur de son frère
- 10)1952-1980 Raymond-Odet Chapelle de Jumilhac (1887-1980), frère du 9

## Liste des marquis de La Douze
Titre érigé sur la localité de La Douze, canton de Saint-Pierre-de-Chignac, arrondissement de Périgueux.
- 1) 1615-1621 Gabriel II d'Abzac (v.1547-1621)
- 2) 1621-1661 Charles d'Abzac (v.1592-1661), fils du 1
- 3) 1661-1669 Pierre II d'Abzac (1634-1669), fils du 2
- 4) 1669-1698 Jean-François d'Abzac (+1698), fils du 3
- 5) 1698-1718 Jean III d'Abzac (v.1637-1718), petit-neveu du 1
- 6) 1718-1748 Jean IV d'Abzac (1665-1748), fils du 5
- 7) 1748-1786 Jean V d'Abzac (1700-1786), fils du 6
- 8) 1786-1794 Jean VI d'Abzac (1729-1794), fils du 7
- 9) 1794-1834 Jean VII d'Abzac (1781-1834), maire de Périgueux, fils du 8
- 10)1834-1848 Alexandre d'Abzac (1783-1848), frère du 9
- 11)1848-1870 Adhémar d'Abzac (1827-1870), fils du 10
- 12)1870-1891 Ulric d'Abzac (1823-1891), petit-neveu du 8
- 13)1891-1943 Amalric d'Abzac (1864-1943), fils du 12

## Liste des marquis et ducs de La Force
Titres érigés sur la localité de La Force, devenu Duché de 1637 à 1764 et depuis 1787, chef-lieu de canton de l'arrondissement de Bergerac.
- 1) 1609-1652 Jacques-Nompar Ier de Caumont (1558-1652). Pair et Maréchal de France. Devient 1er duc de La Force
- 2) 1652-1675 Armand-Nompar Ier de Caumont (1580-1675), Pair et Maréchal de France, fils du 1
- 3) 1675-1678 Henri-Nompar de Caumont (1582-1678), Pair de France, frère du 2
- 4) 1678-1699 Jacques-Nompar II de Caumont (1632-1699), Pair de France, petit-fils du 3
- 5) 1699-1726 Henri-Jacques-Nompar de Caumont (1675-1726), Pair de France, fils du 4
- 6) 1726-1764 Armand-Nompar II de Caumont (1679-1764), Pair de France, frère du 5
- 7) 1764-1773 Bertrand-Nompar de Caumont (1724-1773), cousin du 6
- 8) 1773-1838 Louis-Joseph-Nompar de Caumont (1768-1838), fils du 7. Devient 7e duc de La Force et Pair de France
- 9) 1838-1854 François-Philiber-Nompar de Caumont (1772-1854), frère du 8
- 10)1854-1857 Edmond-Michel de Caumont (1818-1857), petit-fils du 9
- 11)1857-1882 Auguste-Nompar de Caumont (1803-1882), oncle du 10
- 12)1882-1909 Olivier-Nompar de Caumont (1839-1909), fils du 11
- 13)1909-1961 Auguste-Nompar de Caumont (1878-1961), fils du 12
- 14)1961-1985 Jacques-Nompar de Caumont (1912-1985), fils du 13
- 15)1985-     Henri-Jacques-Nompar de Caumont (1944-    , fils du 14

## Liste des marquis de Laxion
Titre érigé sur le lieu-dit de Laxion, commune de Corgnac-sur-l'Isle, canton de Thiviers, arrondissement de Nontron.
- 1) 1653-1656 François de Chapt (+1656)
- 2) 1656-1694 Jean-François de Chapt (+1694), fils du 1
- 3)      1694 Charles Ier de Chapt (1645-1694), frère du 2
- 4) 1694-1762 Charles II de Chapt (1693-1762) fils du 3
- 5) 1762-1796 Jacques-Gabriel de Chapt (1726-1796), fils du 4
- 6) 1796-1833 Pierre-Jean de Chapt (1769-1833), marquis de Rastignac, Pair de France, arrière-petit-neveu du 3
- 7) 1833-1858 Anne-Charles de Chapt (1776-1858), marquis de Rastignac, frère du 6
- 8) 1858-1862 Antoine de Chapt (1776-1862), marquis de Rastignac, frère du 7

## Liste des marquis de Rastignac
Titré érigé sur lieu-dit de Rastignac, commune de La Bachellerie, canton de Terrasson, arrondissement de Sarlat.
- 1) 1617-1621 Jean IV de Chapt (+1621)
- 2) 1621-1676 Jean-François de Chapt (+1676), fils du 1
- 3) 1676-1724 François de Chapt (+1724), fils du 2
- 4) 1724-1732 Jacques-Gabriel de Chapt (1677-1732), fils du 3
- 5) 1732-1746 Armand-Hippolyte de Chapt (1683-1746), frère du 4
- 6) 1746-1783 Jean-Jacques de Chapt (1728-1783), fils du 5
- 7) 1823-1833 Pierre-Jean de Chapt (1769-1833), marquis de Laxion, pair de France, cousin du 6
- 8) 1833-1858 Anne-Charles de Chapt (1776-1858), marquis de Laxion, frère du 7
- 9) 1858-1862 Antoine de Chapt (1776-1862), marquis de Laxion, frère du 8

## Liste des marquis de Maleville
Le titre est créé durant la Restauration, par ordonnance royale du 31 août 1817. La résidence traditionnelle des marquis de Maleville est située sur l'ancienne paroisse de Caudon, aujourd'hui commune de Domme, chef-lieu de canton de l'arrondissement de Sarlat.
- 1) 1817-1824 : Jacques de Maleville (1741-1824), comte d'Empire, pair de France, l'un des rédacteurs du Code civil.
- 2) 1824-1832 : Pierre-Joseph de Maleville (1778-1832), fils du 1, député de Dordogne, pair de France.
- 3) 1832-1889 : Guillaume-Lucien de Maleville (1805-1889), fils du 2, avocat, député de Dordogne.
- 4) 1889-1910 : Ernest de Maleville (1833-1910), fils du 3.
- 5) 1910-1923 : Charles de Maleville (1861-1923), fils du 4.
- 6) 1923-1959 : Gérald de Maleville (1898-1959), fils du 5.
- 7) 1959-2000 : Jacques de Maleville (1929-2000), fils du 6.
- 8) 2000- : Gérald de Maleville (1963-  ), fils du 7.